# Medina (Cundinamarca)
Medina es un municipio colombiano del departamento de Cundinamarca ubicado en la Provincia de Medina, de la que es capital. Es conocido como «La Puerta del Llano». Se encuentra a 192 km al Oriente de Bogotá. 
Por sus 1915 km² de extensión territorial, Medina es el municipio más extenso de Cundinamarca. La cabecera municipal se encuentra a una altitud de 520 m s. n. m., y la temperatura media anual es de 25 °C.

## Toponimia

### Origen lingüístico[4]
- Familia lingüística: Semítica.
- Lengua: Árabe.

### Significado
Medina es una palabra que nace en la lengua árabe, en el vocablo madina o medina que significa "ciudad".

### Origen / Motivación
Se desconoce el motivo del nombramiento del municipio con esta expresión de origen árabe.

### Nombres históricos
- San Pedro Martir de Medina (1663)

## Geografía
Su parte occidental de su territorio está en una zona montañosa conocido como los Farallones de Medina y el resto con la región de la Orinoquía. 

### Límites municipales
| Noroeste: Gachalá Farallones de Gachalá-Medina | Norte: Ubalá (B)    |                   |
| Oeste: El Calvario (Meta)                      |                     | Este: Paratebueno |
| Suroeste: Restrepo (Meta)                      | Sur: Cumaral (Meta) |                   |

## Historia

### Época precolombina
En la época precolombina, el territorio del actual municipio de Medina estuvo habitado por grupos pertenecientes a pequeñas comunidades indígenas teguas. Es posible que mantuvieran alguna relación de intercambio comercial con el cacicazgo de Guatavita, con el que habrían intercambiado productos propios del piedemonte como algodón, maíz y yopo. No resulta claro qué tipo de organización social existía entre ellos, y el único vínculo que superaba su absoluta autonomía era la sujeción al cacique muisca de Guatavita.

### Nuevo Reino de Granada
En 1611 fue designado doctrinero de Gachetá y de Chipazaque (hoy Junín) el fraile dominico Alonso Ronquillo, natural de Fregenal de la Sierra, en Badajoz, España, quien demostró acendrado espíritu misionero, aprovechando algunos veranos para internarse en las llamadas "tierras de los Chíos", en las estribaciones de la cordillera hacia los llanos orientales. Por su actividad misionera solicitó autorización para que se erigiera iglesia parroquial y se pusiera cura doctrinero. Por ello, el 14 de septiembre de 1620 el Provincial Dominico, fray Leandro de Garfias, comisionó a fray Juan Martínez Melo para que fuera hasta Medina, «en cuyo desempeño salió de su doctrina de Chipazaque en donde estaba».
Inmediatamente dio cuenta de la obra de Ronquillo, de lo cual, enterado el presidente de la Real Audiencia de Santafé, don Juan de Borja y Armendia, en el mismo año nombró a éste Doctrinero de los Chíos, cargo del que le dio institución canóniga el Arzobispo Fernando Arias de Ugarte. Agrega el cronista que «Gozoso este religioso de ver en tan feliz estado su conquista, volvió a ella y levantó la iglesia en el pueblo, que llamó Medina. Desde aquí prosiguió sus reducciones con tanto logro... porque pasaron de dos mil los gentiles que bautizó». Gracias a estos datos, se ha dado en aceptar como año de fundación de Medina el de 1620, aunque un análisis más detallado de los hechos históricos nos haría aceptar 1621 como el año de la fundación.
Desde 1620, cuando pertenecían a la Encomienda de Guatavita, la región y el actual municipio han estado adscritos a diversas administraciones. Así, en 1775 se llamó Corregimiento de Medina. En 1799 pasó al partido de Tenza, volvió a San Martín y otra vez a Chocontá y Guatavita. El de Mámbita existió hasta 1790.

### SiglosXIXyXX
En 1831 Medina entró a pertenecer al Cantón de San Martín, en la provincia de Bogotá, para pasar en 1850 al Departamento de Cundinamarca. En 1863 vino a hacer parte del territorio nacional de San Martín, para volver en 1886 a Guatavita y de nuevo a la  Intendencia de San Martín en 1892. En 1905, al crearse la Intendencia Nacional del Meta, Medina pasó a ésta, pero al constituirse el departamento de Quesada en 1906 vino a integrarlo, igual que en 1907 fue corregimiento del distrito de Villavicencio en el territorio Nacional del Meta. Desde 1910 y de manera definitiva, entró a ser parte del Departamento de Cundinamarca, tal como lo es hoy.

## División político-administrativa
Además de su cabecera municipal. Medina tiene bajo su jurisdicción los siguientes Centros poblados:
- Gazaduje
- La Esmeralda
- Los Alpes
- Mesa de Los Reyes
- San Pedro de Guajaray
- Santa Teresita

## Sitios de interés
- Concha Acústica
- Manga de Coleo 4°30′19.19″N 73°20′58.49″O / 4.5053306, -73.3495806
- Farallones de Medina
- Playas de Gazamuno
- Parque Principal 4°30′37.98″N 73°21′2.81″O / 4.5105500, -73.3507806
- Templo Parroquial
- Cementerio indígena
- Canoas en el río Jagua
- Laguna del Soche
- Las Chorreras
- Alto de la Virgen 4°30′41.03″N 73°20′31.13″O / 4.5113972, -73.3419806
- Volcán del diablo 4°31′2.24″N 73°20′30.32″O / 4.5172889, -73.3417556

## Turismo
- Antiguo Camino Nacional del Meta
- Artesanías en cuero
- Concha Acústica
- Farallones de Medina
- Alto de la Virgen
- Volcán del diablo
- Ríos (aguas frescas)

## Instituciones de educación
- Colegio Departamental Alonso Ronquillo. 4°30′47.57″N 73°21′7.41″O / 4.5132139, -73.3520583
- Escuela Policarpa Salavarrieta. 4°30′43.76″N 73°21′5.25″O / 4.5121556, -73.3514583
- Escuela Simón Bolívar. 4°30′28.28″N 73°20′54.08″O / 4.5078556, -73.3483556
- Jardín infantil "Los pequeños traviesos". 4°30′43.76″N 73°21′7.41″O / 4.5121556, -73.3520583
- Corporación Universitaria Minuto de Dios (UNIMINUTO).